# Amt Darß/Fischland
La comunità amministrativa di Darß/Fischland (Amt Darß/Fischland) si trova nel circondario della Pomerania Anteriore-Rügen nel Meclemburgo-Pomerania Anteriore, in Germania.

## Suddivisione
Comprende 6 comuni (abitanti il 31 dicembre 2022):
1. Ahrenshoop (680)
2. Born auf dem Darß * (1 130)
3. Dierhagen (1 561)
4. Prerow (1 492)
5. Wieck auf dem Darß (740)
6. Wustrow (1 071)

Il capoluogo è Born auf dem Darß.